# Baden (vinregion)

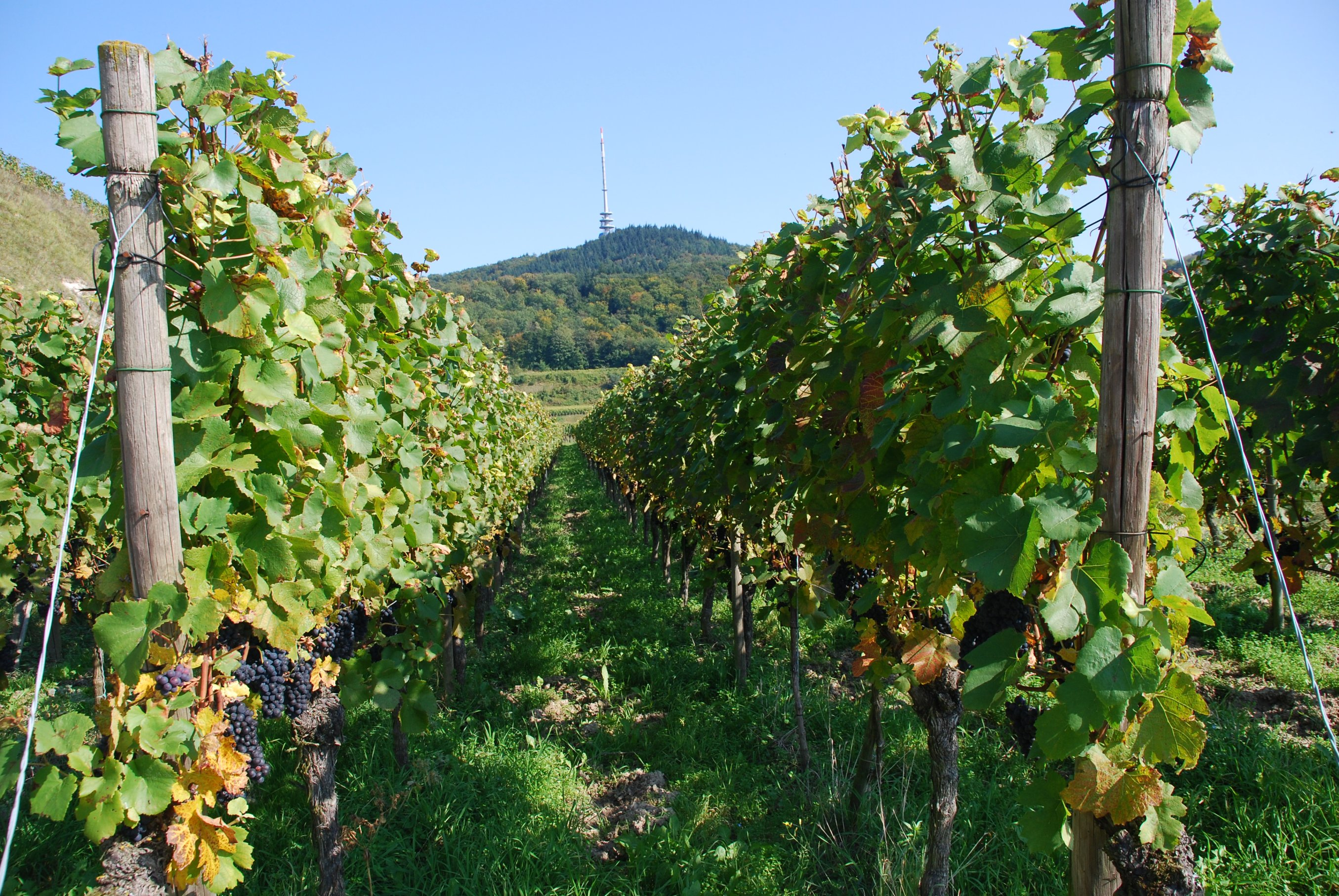
Vinodling i Kaiserstuhl.

Baden är en kvalitetsregion (Anbaugebiet) för vin i västra Baden-Würtemberg i Tyskland. Namnet kommer av det tidigare tyska landet Baden. De flesta vindistrikten (Bereich) ligger i närheten av Rhen eller Bodensjön. Ungefär 15 000 hektar är bestyckade med vinstockar.

## Klimat
Klimatet är varmt och soligt. Baden hör som enda tyska vinregion till EU:s Klimatzon B vilket ger högre krav på sockerhalt i druvsaften. Andra områden i zon B är Alsace och Österrike

## Viner
I Baden framställs mest vitt vin av druvorna Müller-Thurgau, Pinot Gris (Grauburgunder, Ruländer), Chasselas (här kallad Gutedel) och Riesling, men även mycket rött av Pinot Noir (Spätburgunder). Till skillnad från flera andra tyska vinområden dominerar de torra vinerna.

## Indelning
Baden har åtta vindistrikt. De största är:

### Kaiserstuhl
Det ledande vindistriktet i Baden, både beträffande kvalitet och kvantitet är Kaiserstuhl med 4000 ha. Berggrunden här är vulkanisk. De bästa vinerna är ofta gjorda av Pinot Noir eller dess gröna varianter Pinot Gris och Pinot Blanc (Weissburgunder).

### Markgräflerland
Distriktet Markgräflerland mellan Freiburg och Basel har den näst största producerande ytan. Chasselas dominerar. 